# The Lovin' Spoonful
The Lovin' Spoonful er et pop/rock-band fra USA, der blev dannet i Greenwich Village, New York City i 1964.

## Diskografi
Studiealbums
- Do You Believe in Magic (1965)
- Daydream (1966)
- Hums of the Lovin' Spoonful (1966)
- Everything Playing (1967)
- Revelation: Revolution '69 (1968)

Soundtracks
- What's Up, Tiger Lily? (1966)
- You're a Big Boy Now (1967)